# 林肯縣 (愛達荷州)
林肯縣（英語：Lincoln County）是美國愛達荷州中南部的一個縣。面積3,123平方公里。根據美國人口調查局2005年估計，共有人口4,545。縣治秀修尼（Shoshone）。
成立於1895年3月18日。縣名紀念第十六任總統亞伯拉罕·林肯。